# Pioneiro americano

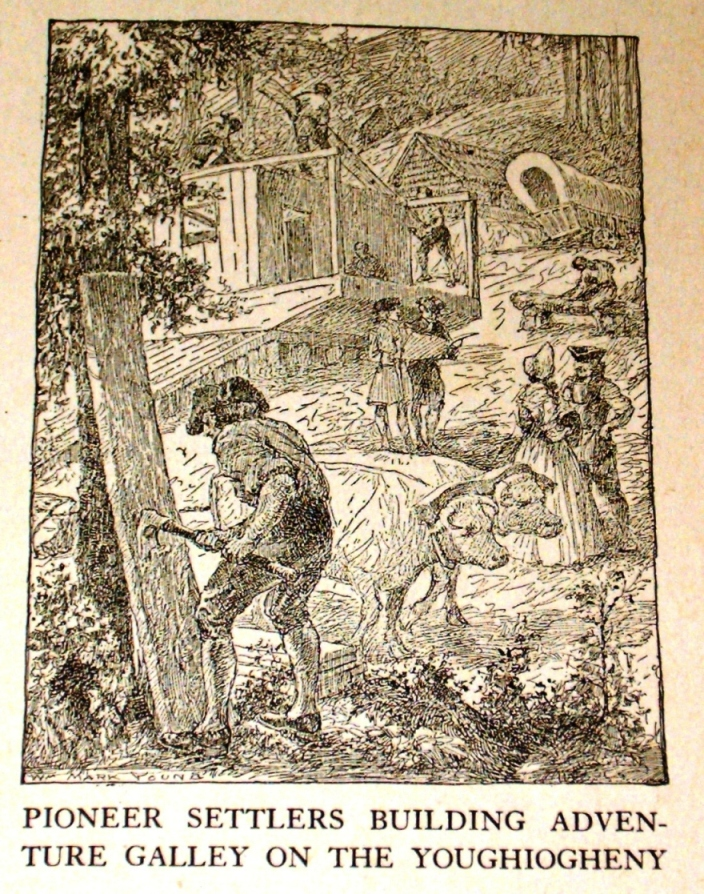
Pioneiros americanos construindo barcos e balsas em Sumrill para navegar o rio Youghiogheny em março de 1788.

Os pioneiros americanos foram colonos europeus americanos e afro-americanos que migraram para o Oeste das Treze Colônias e mais tarde dos Estados Unidos para se estabelecer e desenvolver áreas da América do Norte que anteriormente eram desabitadas ou habitadas por nativos americanos.
O conceito de "pioneiros" é muito anterior à migração para o Oeste dos Estados Unidos, ao qual são comumente associados, e muitos lugares agora considerados "orientais" foram colonizados por pioneiros ainda mais ao leste. Por exemplo, Daniel Boone, uma figura chave na história americana, estabeleceu-se em Kentucky, quando aquele "Dark and Bloody Ground" ainda não estava desenvolvido.
Um desenvolvimento importante no assentamento ocidental foi o "Homestead Act", que fornecia uma legislação formal para os colonos que regulamentava o processo de assentamento.

## Etimologia
A palavra "pioneiro" origina-se do francês médio "pionnier", originalmente, um soldado de infantaria (soldado a pé)  ou soldado envolvido em cavar trincheiras, da mesma raiz que "peon" espanhol ou "peão". Na língua inglesa, o termo desenvolveu de forma independente um sentido de ser um inovador ou pioneiro. Já em 1664, o inglês John Evelyn usou o termo com um significado modesto de "trabalhador" quando escreveu em seu tratado sobre plantação, "Sylva, or A Discourse of Forest-Trees and the Propagation of Timber": "Eu falo agora em relação à Royal Society, não eu, que sou apenas um Servo dela e um Pioneiro nas Obras ".